# Sportul în Cehia
Sportul joacă un rol în viața multor cehi. Principalele sporturi populare din Cehia sunt fotbalul și hocheiul pe gheață, ambele atrăgând o atenție sporită din partea mass-media și a suporterilor. Tenisul este și el un sport foarte urmărit în Cehia. Între alte sporturi care au ligi și structuri profesioniste în țară se numără baschetul, voleiul, handbalul, atletismul și hocheiul în sală. 

## Sporturi de echipă

### Fotbal

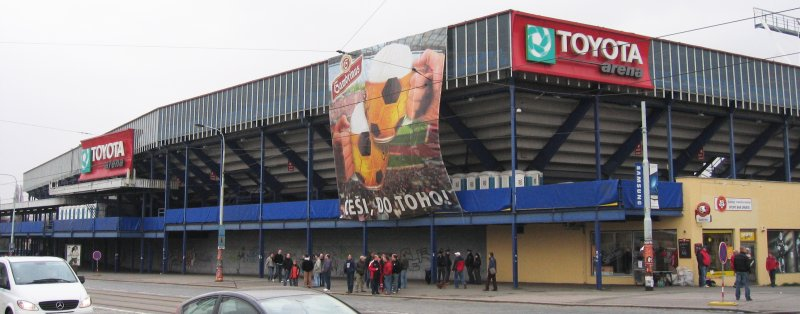
Generali Arena găzduiește AC Sparta Prague

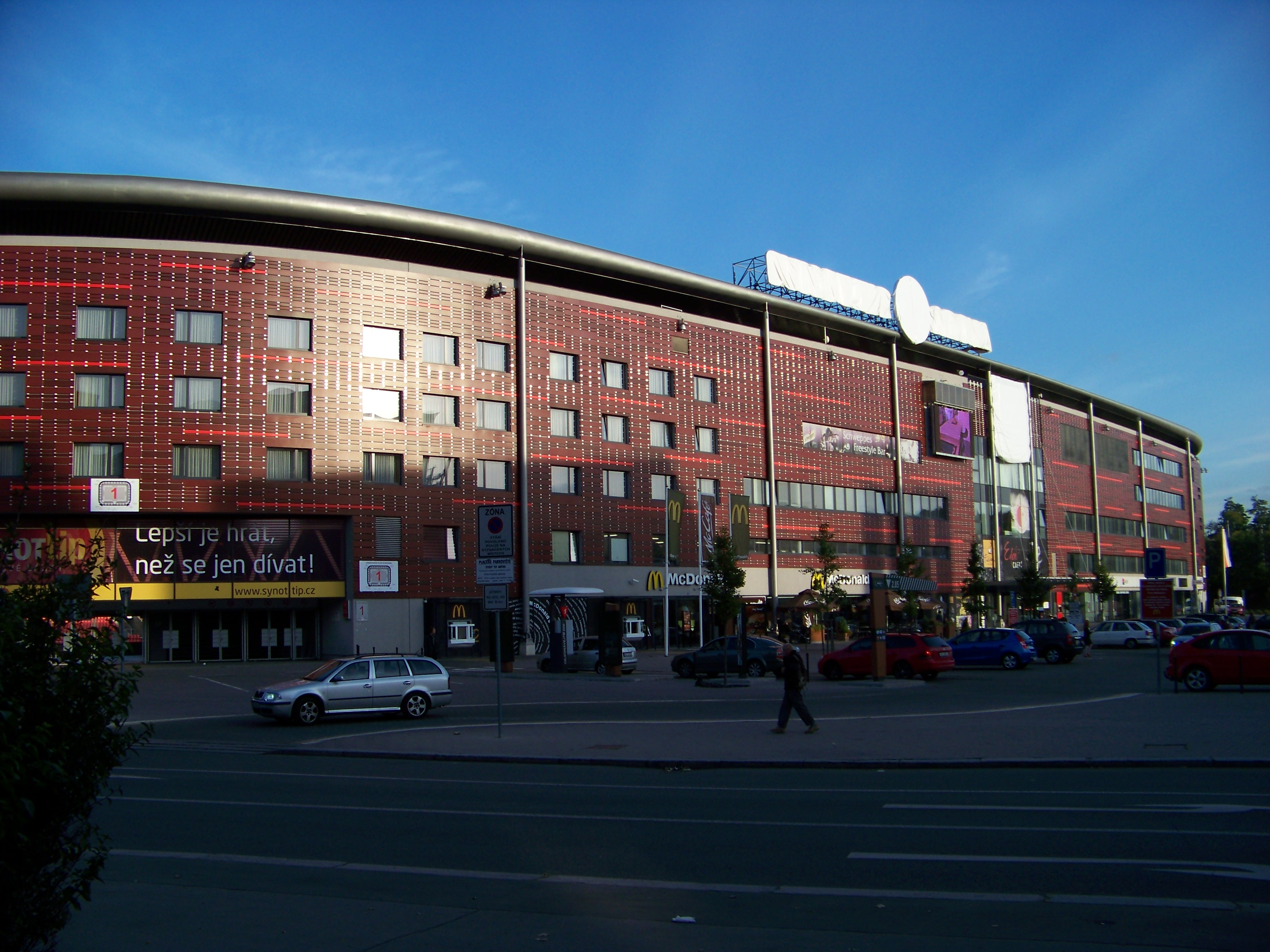
Eden Arena (Synot Tip Arena) are o capacitate de 20.800 de locuri. Este stadionul de acasă al echipei de fotbal SK Slavia Praga și a fost deschis în 2008.

Fotbalul în Republica Cehă pe plan intern consta in Prima Ligă din Cehia, Cupa Cehiei, și Supercupa Cehiei.
Cele mai de succes cluburi sunt cele două formații din capitală, Sparta Praga și Slavia Praga. De mult timp, Sparta Praga a furnizat echipei naționale jucători precum Libor Sionko, Jaromír Blažek, Zdeněk Grygera și Tomáš Rosický. Sparta Praga a fost un participant regulat în UEFA Champions League, iar recent i s-au alăturat și FC Viktoria Plzeň și Slavia Praga.
Cea mai mare performanță a naționalei de fotbal după separarea de Slovacia s-a înregistrat la Campionatul European din 1996, când aceasta a obținut medaliile de argint după ce a ajuns în finala în care a fost învinsă de Germania.

### Hochei pe gheață

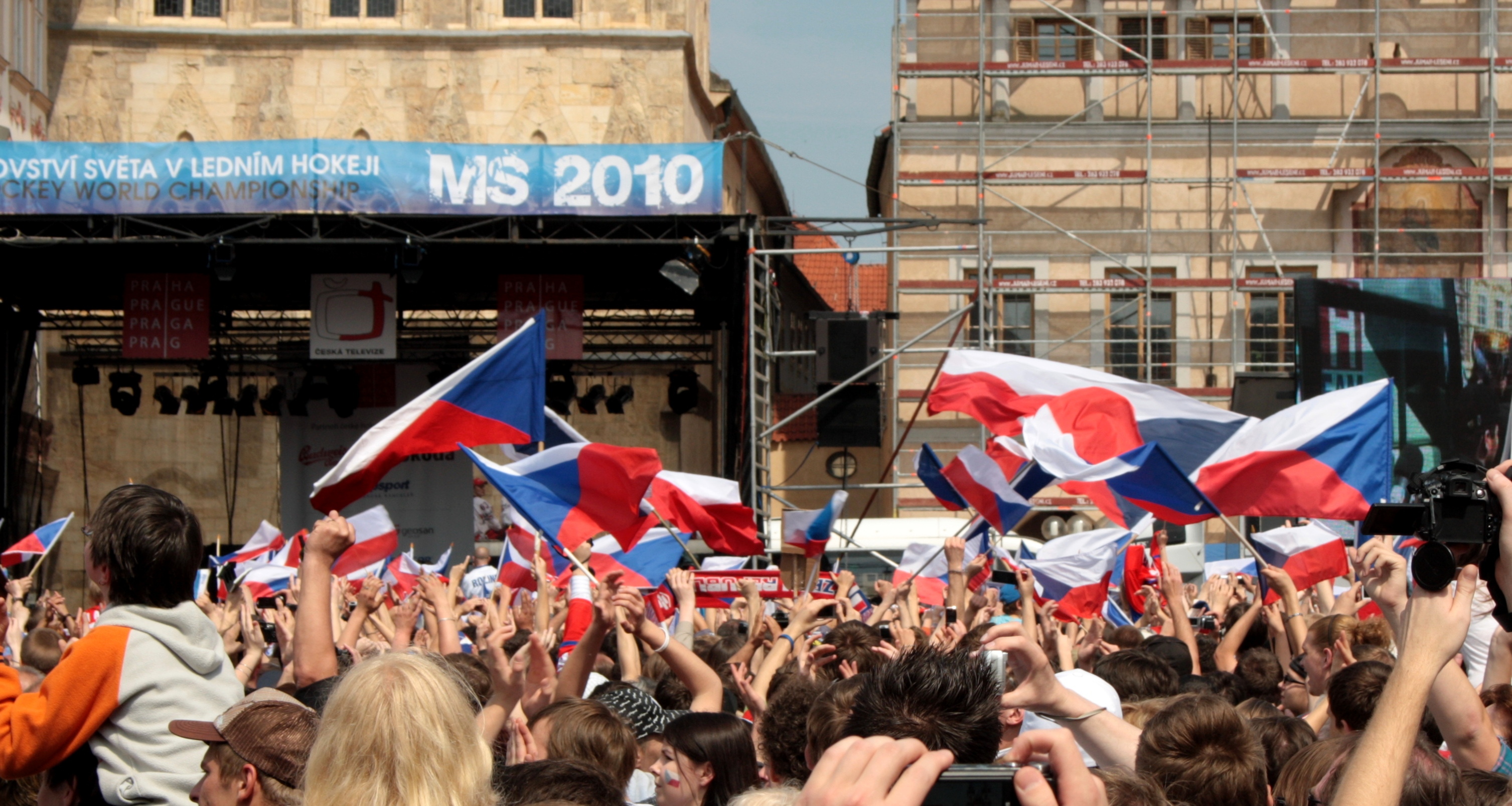
Sosirea campionilor mondiali de hochei pe gheață la Piața Orașului Vechi (2010)

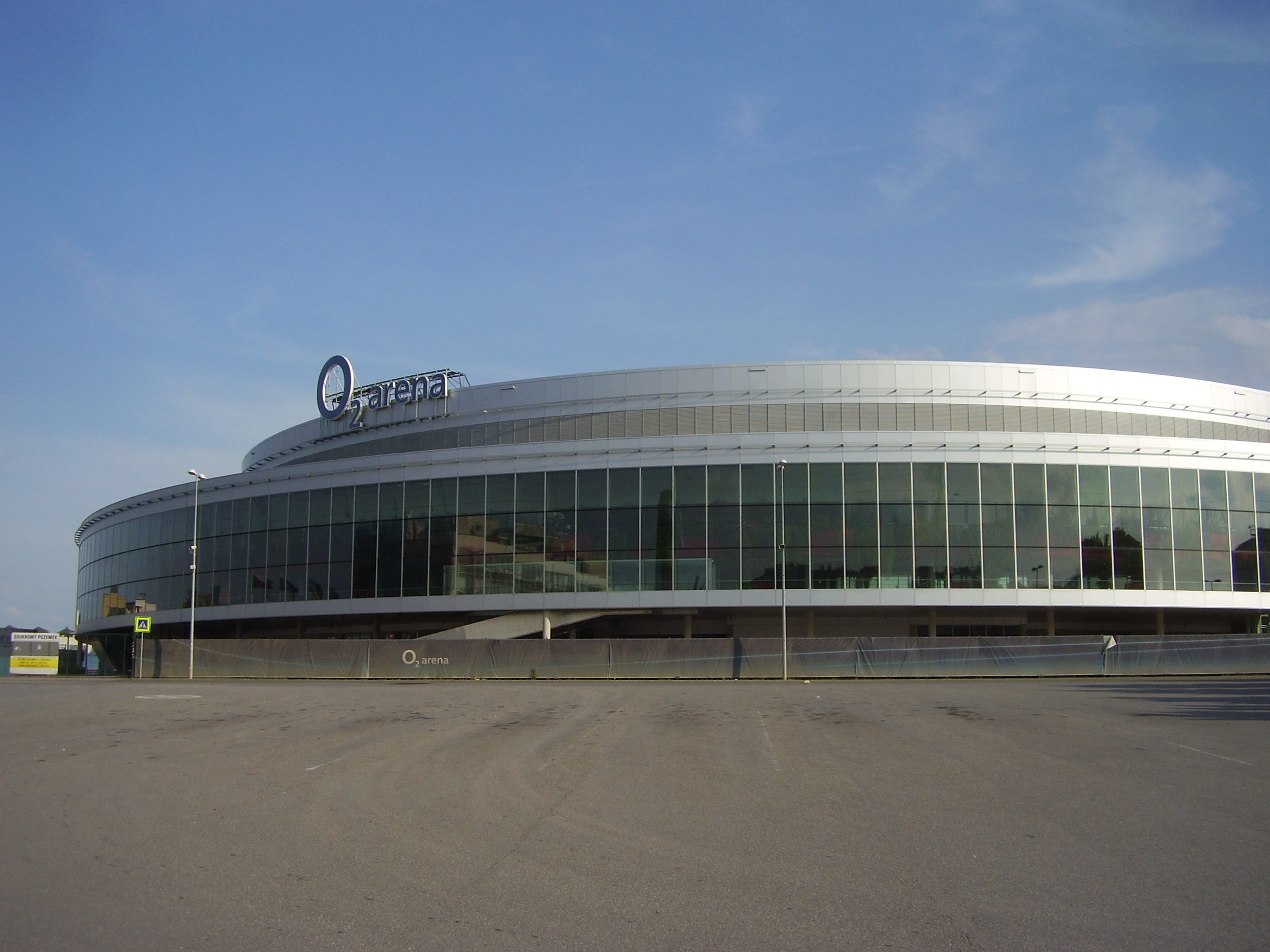
O2 Arena din Praga, a fost construită pentru Campionatul Mondial de hochei pe gheață masculin din 2004

Naționala de hochei a obținut medalia de aur la Jocurile Olimpice de iarnă din 1998 și a câștigat șase campionate mondiale, între care trei consecutive între 1999 și 2001.

### Sporturi olimpice
În total, țara a câștigat 10 medalii de aur la olimpiadele de vară după independență (plus 49 până atunci obținute de Cehoslovacia) și cinci medalii de aur (plus două ca Cehoslovacia) la cele de iarnă.

## Sporturi individuale

### Tenis

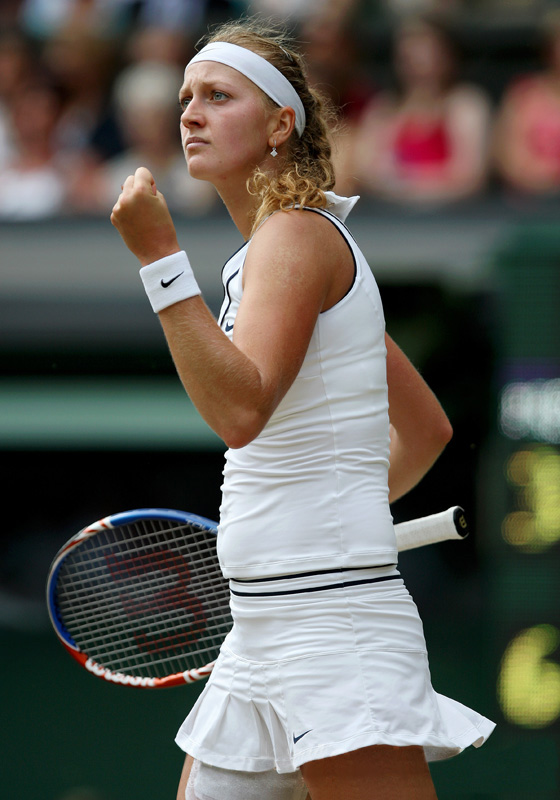
Petra Kvitová a câștigat Wimbledon în 2011 și 2014

La tenis, Republica Cehă a produs jucători ca Ivan Lendl, de 8 ori campion de Grand Slam, finalistul de la Wimbledon din 2010 Tomáš Berdych, campioana de la Wimbledon din 2011 Petra Kvitova, campioana de la Wimbledon din 1998 Jana Novotná, campioana de la dublu la Wimbledon 2011 Květa Peschke⁠(d) și de 18 ori campioana de Grand Slam Martina Navratilova.